# Tertius gaudens

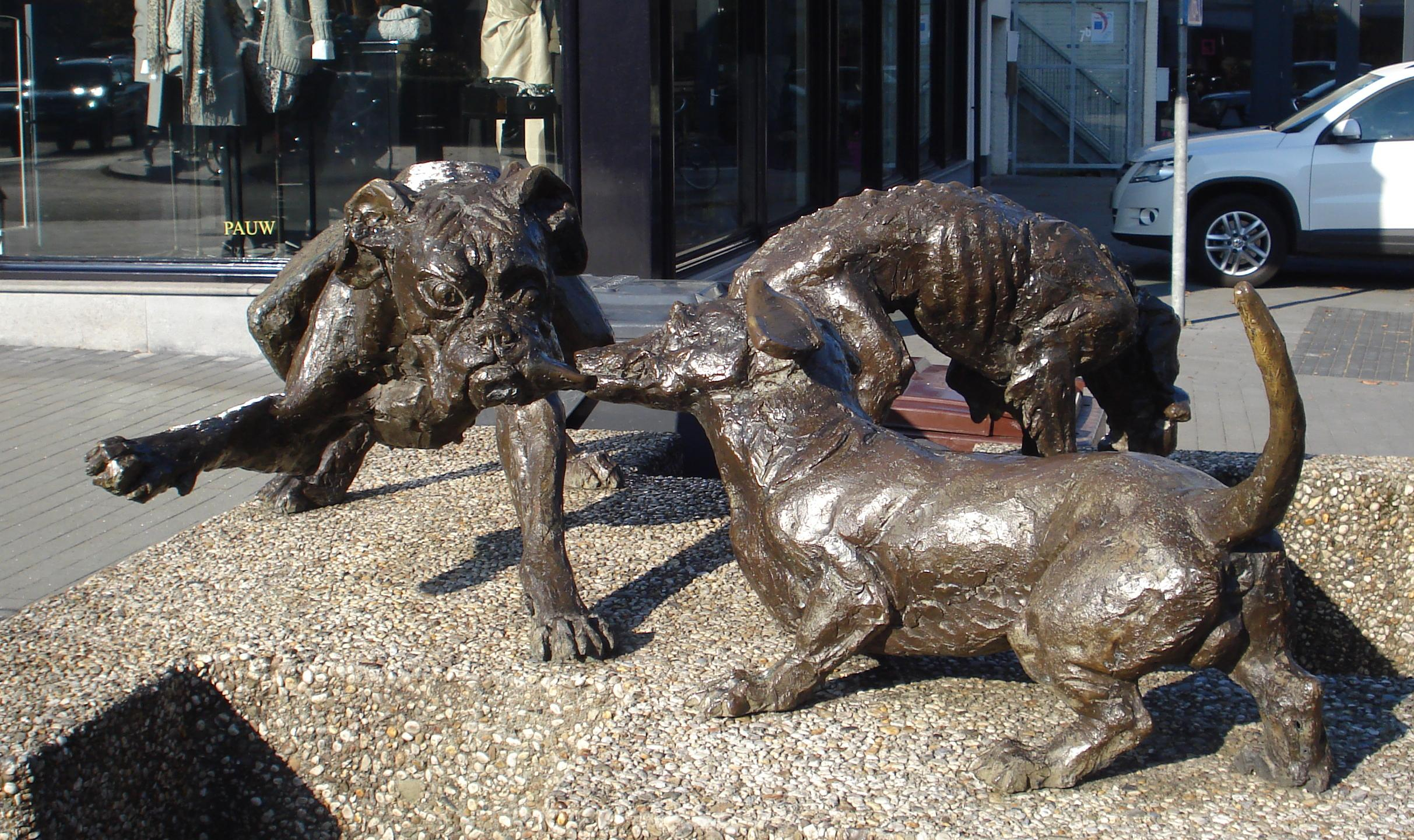
Si dos gossos es barallen per un os, un tercer se l'endú, bronze de Marijke Ravenswaay a Oegstgeest (Paisos Baixos)

Tertius gaudens, llatí per «el tercer gaudeix», també traduït com «tercer rient», en conflictologia descriu la situació en la qual una tercera persona aprofita un conflicte entre dues altres. El fenomen és conegut des de molt de temps, el terme prové del sociòleg alemany Georg Simmel (1858-1918), que va fer una tipologia de les relacions a tres, siguin persones o entitats. Correspon als refranys catalans «entre dos que pledegen hi guanya un tercer» o «any de malalts, guany de metges».
El fet d'un tercer xalant davant un conflicte entre dos altres partits, per se no és una prova que el tercer hi hagi tingut un paper actiu. Pot ser un avantatge accidental, independent de les seves intencions i accions. És una diferència major amb una estratègia de divide et impera. En descobrir l'avantatge, més endavant en el temps, el tercer pot fer tres coses: no fer res i cínicament continuar aprofitant-lo, arbitrar-hi, o atiar-lo per augmentar el seu profit. En aquest darrere cas esdevé un ver divide et impera.
Un conflicte obert facilita la feina del tercer que aspira a un «divideix i venceràs». És més fàcil atiar-lo, que no pas crear-ne un ex nihilo. També és parent amb el principi jesuïtic «numquam duo, semper tres». Aquest principi ix de la idea que una relació a tres sovint és inestable. Tendeix a evolucionar vers una relació de dos contra un, el que augmenta la posició de poder del quart que és damunt dels tres o del «triangle pervers» psicològic. Això passa quan, per exemple, en una família es crea una coalició permanent d'un nen amb un dels pares contra l'altre. Contrasta amb el tertius miserabilis, quan en una relació triangular dos abusen llur força per assetjar un tercer. Si el tercer és miserable o rient, depèn de la relació de forces en el triangle.
En l'anàlisi de Simmer hi ha altres tríades. Descriu entre d'altres el tertius supra partibus, o el tercer exterior al conflicte. És el mediador que fa d'àrbitre neutre que intenta trobar una solució. El tertius gaudens, en canvi, només l'aprofita. Si calcula de manera egoista a curt termini, té tot interès que es mantingui. En pot sortir, si pensa en l'interès comú, en els danys col·laterals en persones no implicades en el conflicte, o sota pressió d'un quarter, per exemple el cos electoral o els resultats d'un sondeig d'opinió. Qualsevol relació té una dinàmica i evoluciona amb el temps. En conseqüència, la posició de tertius gaudens no és pas permanent, però s'aplica a un moment de la història.
En l'economia mundial, es veu com jugar al tercer rient, els agrada a les multinacionals grosses. Amb un pressupost que és superior al de molts estats, són capaços de manipular tant el mercat com els Estats. El cap de JP Morgan Chase, Jamie Dimon, un dia va dir: «No em sacsegen els vents geopolítics» i va afegir en apart, mig somrient «el meu vaixell sobreviurà al partit comunista xinès».